# Алдабергеново
Алдабергеново (каз. Алдабергенов) — село в Ескельдинском районе Жетысуской области Казахстана. Административный центр Алдабергеновского сельского округа. Код КАТО — 196433100.

## География
Находится в 22 км к западу от районного центра — посёлка Карабулак, на прав, берегу реки Коксу.

## История

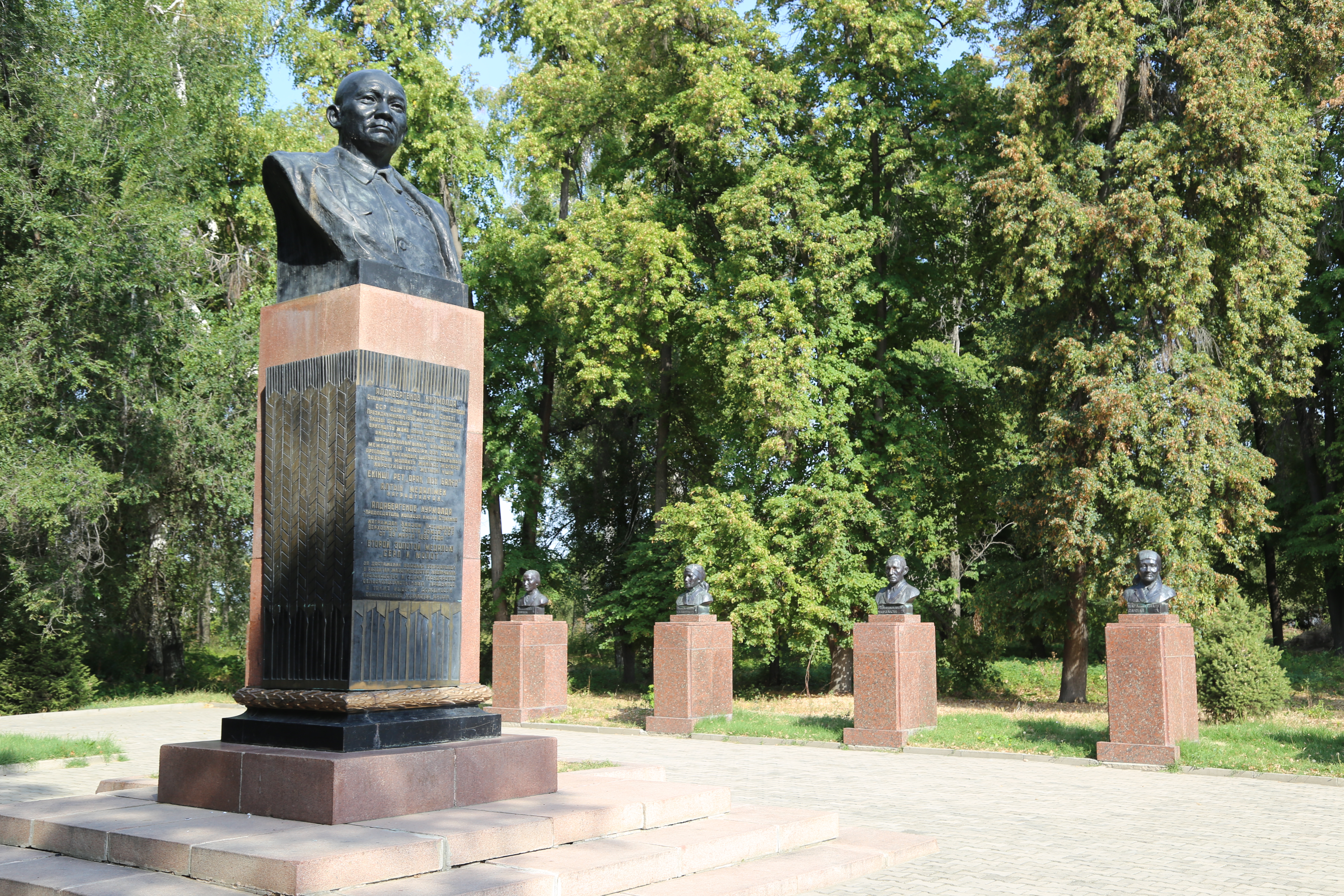
Аллея Героев

Названо в честь организатора колхозного движения, дважды Героя Социалистического Труда Алдабергенова Нурмолды.
До 1977 г. носило название Чубар.

## Население
В 1999 году население села составляло 3679 человек (1814 мужчин и 1865 женщин). По данным КНЭ, на 2003 год в селе проживали 2,8 тысяч человек. По данным переписи 2009 года, в селе проживало 3669 человек (1787 мужчин и 1882 женщины).

## Достопримечательности
В селе имеется музей имени Н. Алдабергенова, Аллея Батыров, посвященная землякам — 19 Героям Социалистического Труда, 1 Дважды Герою Социалистического Труда Нурмолде Алдабергенову, Герою Советского Союза Матаю Баисову.